# Favignana (eiland)
Favignana (Isola di Favignana) is een Italiaans eiland gelegen aan de westkust van de Italiaanse provincie Trapani (regio Sicilië). Favignana maakt deel uit van de gelijknamige gemeente Favignana en de Egadische Eilanden.
Favignana heeft een oppervlakte van 19 km². Het hoogste punt van het eiland is de Monte Santa Caterina (314 m).